# خافيير كورتيس
خافيير كورتيس (بالإسبانية: Javier Cortés)‏ (20 يوليو 1989 بمدينة مكسيكو في المكسيك - ) هو لاعب كرة قدم مكسيكي في مركز الوسط، شارك في الألعاب الأولمبية الصيفية 2012. وشارك مع منتخب المكسيك تحت 20 سنة لكرة القدم ومنتخب المكسيك تحت 23 سنة لكرة القدم ومنتخب المكسيك لكرة القدم. أما مع النوادي، فقد لعب مع نادي أونيفرسيداد ناسيونال.

## وصلات خارجية
- خافيير كورتيس على موقع الاتحاد الدولي (مؤرشف)  (الإنجليزية)
- خافيير كورتيس على موقع قاعدة بيانات كرة القدم.إي يو (الإنجليزية)
- خافيير كورتيس على موقع ناشيونال فوتبول تيمز (الإنجليزية)
- خافيير كورتيس على موقع Soccerway.com (الإنجليزية)
- خافيير كورتيس على موقع اللجنة الأولمبية الدولية (الإنجليزية)
- خافيير كورتيس على موقع أوليمبيديا (الإنجليزية)
- خافيير كورتيس على موقع AS.com (الإسبانية)